# Mariano Gálvez
José Felipe Mariano Gálvez (Ciudad de Guatemala, 26 de mayo de 1790-Ciudad de México, 29 de marzo de 1862) fue un político y estadista liberal centroamericano, de origen guatemalteco, fue elegido Jefe de Estado de Guatemala en agosto de 1830. Gobernó en la época en que Guatemala fue atacada por el cólera morbus, circunstancia que sus opositores conservadores —principalmente el clero regular de la Iglesia católica y los aristócratas de Nueva Guatemala de la Asunción— utilizaron para acusar a Gálvez de introducirlo al país envenenando los ríos; esto creó un gran descontento popular y fue una de las causas de su derrocamiento en 1838. Historiadores también señalan a Gálvez por haber firmado un contrato en el que se entregaba el territorio de Belice a Inglaterra.
Sus obras principales fueron la instrucción pública, supresión de las fiestas religiosas y feriados, la fundación del Museo Nacional, así como también promovió el código de Livingston —traducido al español por el también liberal José Francisco Barrundia y Cepeda— que establecía el sistema nacional penitenciario, el juicio por jurados, y decretó la ley de divorcio en Guatemala. Irónicamente, estos cambios fueron los responsables de que su Gobierno se desmoronara, ya que a pesar de sus buenas intenciones, los cambios fueron demasiado súbitos y no estaban adaptados a las necesidades del pueblo guatemalteco de entonces, pues estaban basados en el código de Livingston (Luisiana).

## Biografía
El origen del estadista se desconoce, ya que de niño recién nacido fue abandonado en una canasta frente a la casa del sacerdote Toribio Carvajal, quien lo llevó a la ventana de la casa de doña Gertrudis de Gálvez y don Manuel Fadrique y Goyena, para darlo en adopción. Dicha familia lo adoptó, le dio su apellido y educación. Las fechas de su nacimiento son calculadas entre el 29 de agosto de 1790 y el 26 de mayo de 1794, pero sin ninguna seguridad exacta. Sus estudios primarios fueron en el Colegio San José de los Infantes y su doctorado fue terminado el 16 de diciembre de 1819 en la Real y Pontifica Universidad de San Carlos Borromeo. Su nombre principió a mencionarse en las reuniones políticas previas a la firma del acta de independencia el 15 de septiembre de 1821.
Durante los primeros años de la vida independiente, Gálvez estuvo más ligado al Partido Conservador, e incluso fue de los entusiastas propulsores de la anexión de Centroamérica a México luego de la independencia. Pero luego cambió al bando liberal, en donde llegó a destacarse. Manuel José Arce, receloso de Gálvez, intentó enviarlo a comisiones diplomáticas en el extranjero, pero Gálvez siempre logró evitar el destierro indirecto. En cuanto a este punto, es importante destacar que los partidos políticos de la época eran el Conservador y el Liberal, y que estaban constituidos de la siguiente forma:
- Partido Liberal: antiguos criollos agricultores que se dedicaban a la producción en sus latifundios en la antigua Capitanía General de Guatemala. Estaban radicados en Totonicapan, Quetzaltenango, Huehuetenango y las provincias de Comayagua —hoy Honduras—, El Salvador, Nicaragua y Costa Rica.[3] Detestaban a los criollos guatemaltecos, a quienes consideraban como explotadores.
- Partido Conservador:
  1. Antiguos criollos guatemaltecos que se dedicaban directamente al comercio con la península ibérica durante la colonia. Estaban radicados en la capital de Guatemala y fijaban los precios del comercio arbitrariamente, para el disgusto de los criollos agricultores, a quienes consideraban una clase inferior.[4]  Los conservadores estaban emparentados entre sí en lo que conocía como el Clan Aycinena.
  2. Clero regular: miembros de las órdenes monásticas de Santo Domingo, La Merced y San Francisco.[Nota 1] Estaban en la capital de Guatemala.[4]

Tras la elección de Francisco Morazán como presidente de la Federación de Centro América en 1830, la Asamblea Nacional de Guatemala convocó a elecciones para el Estado de Guatemala, resultando electo José Francisco Barrundia. Sin embargo, este no aceptó la elección por ya estar comprometido como senador en la Asamblea. Tras darse esta situación, el 24 de agosto de 1831 la Asamblea eligió a Mariano Gálvez como jefe del Estado de Guatemala; este también declinó la elección pero, no teniendo cargo alguno en el gobierno, la Asamblea lo obligó a tomar el cargo.

### Presidencia

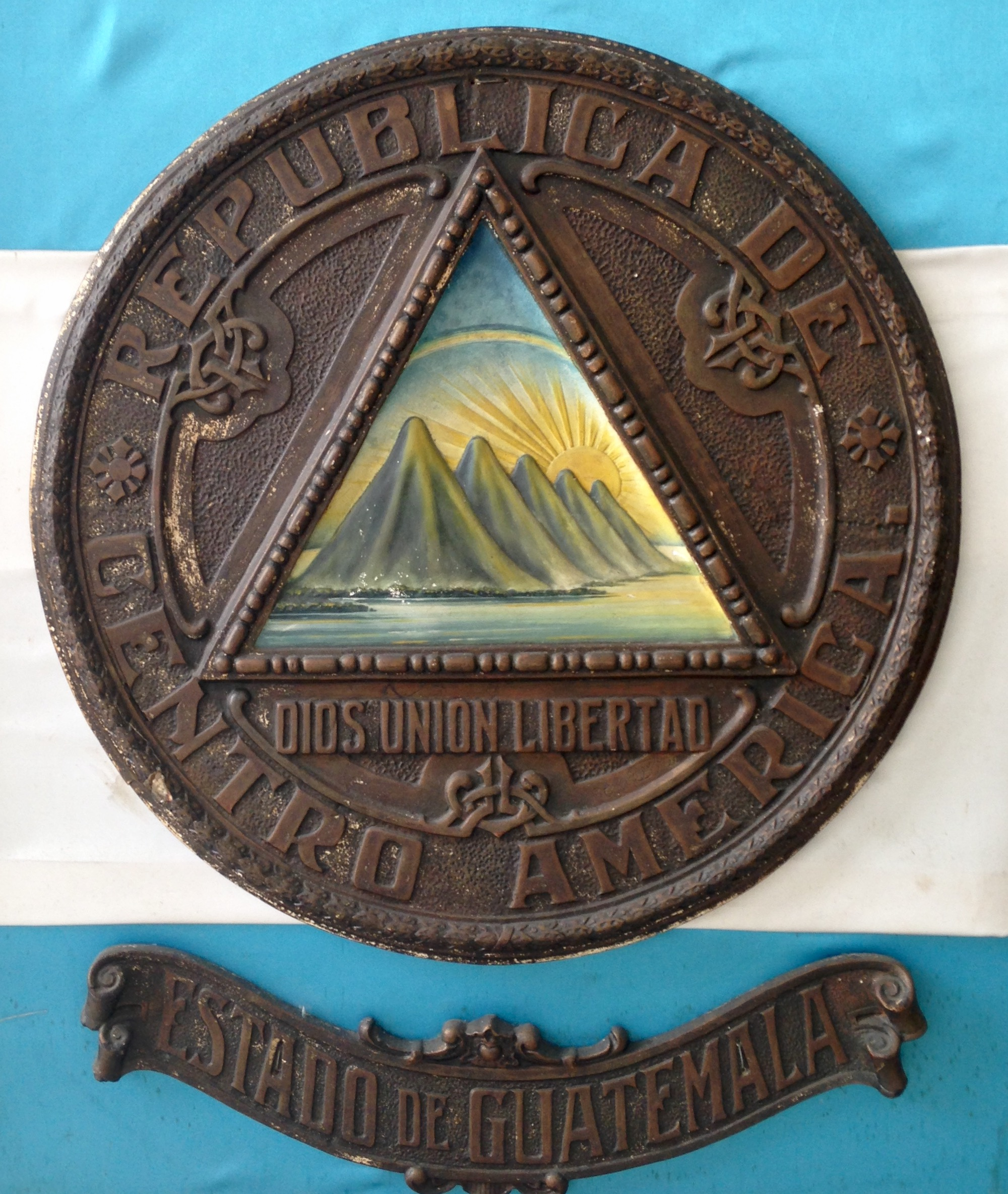
Escudo del Estado de Guatemala en 1832
Biblioteca Nacional de Guatemala

Tras su elección, Mariano Gálvez, fue instado a que tomara posesión de su cargo lo más pronto posible por los miembros de la Asamblea, fue investido con la jefatura del Estado en un sencillo acto el 28 de agosto de 1831, período que concluyó en 1835. Durante su gestión realizó importantes reformas en casi todas las ramas de la administración gubernamental. Al terminar su mandato Gálvez fue reelegido, pero declinó el puesto, pero cuando se hicieron unas terceras elecciones en las que volvió a resultar elegido, Gálvez al fin tomó el poder pero no concluyó este segundo período debido a una revolución conservadora en su contra.
Durante el gobierno de Mariano Gálvez, se practicó ampliamente el liberalismo político y por primera vez se practicó la separación Iglesia-Estado. Gálvez también aplicó la censura de la correspondencia, se confiscaron fondos y propiedades. Por ser antagonista de los privilegios del partido conservador, Gálvez expulsó al arzobispo Ramón Casaus y Torres y en 1832, ordenó la supresión de los tributos a la Iglesia, eliminó la gran mayoría de los asuetos religiosos, autorizó el matrimonio civil y legalizó el divorcio. Hay dos curiosidades al respecto de Mariano Gálvez en este apartado, el primero se refiere al enclaustramiento de los religiosos, una de sus hijas fue sometida a este proceso sin que el presidente la exceptuara. Y el segundo tiene que ver con los registros de diezmos de la Iglesia, ya que se sabe que Mariano Gálvez era un fiel diezmador y dejó de serlo en el momento de tomar la presidencia. Es importante aclarar que Gálvez despojó de privilegios a la Iglesia Católica no por cuestiones religiosas sino que por razones puramente económicas: entre menos asuetos, mayor productividad y con la supresión del diezmo obligatorio, mayores ingresos para las arcas estatales; asimismo, el clero regular de la Iglesia era el principal terrateniente del Partido Conservador, mientras que el clero secular dirigido por el arzobispo se beneficiaba del diezmo obligatorio.  La eliminación de sus privilegios significaba la supresión de su poder.

### Educación
En lo que concierne a la educación, Gálvez se preocupó bastante por readecuar el sistema educativo de Guatemala, y en 1887 se principió a ensayar el famoso sistema lancasteriano, que por aquella época era tenido como el óptimo, y que es bien conocido por el auxilio que el maestro se hacía dar por sus discípulos aventajados, que recibían el nombre de «monitores». También se dieron las becas de Guadalupe costeadas por el Estado y que eran para niños procedentes de los departamentos, siendo condición expresa que cinco de las becas favorecieran a niños indígenas. También se ordenó la creación de una escuela de mineralogía, la creación del Museo Nacional, la de una escuela de niñas, y la de la primera Escuela Normal de Profesores. Finalmente, se fundó la Academia Nacional de Ciencias, la cual vino a llenar aquel vacío educativo que existía cuando fue cerrada la Real y Pontificia Universidad de San Carlos Borromeo tras la expulsión de las órdenes del clero regular luego de la derrota del partido conservador. [cita requerida]

### Fin de su gobierno

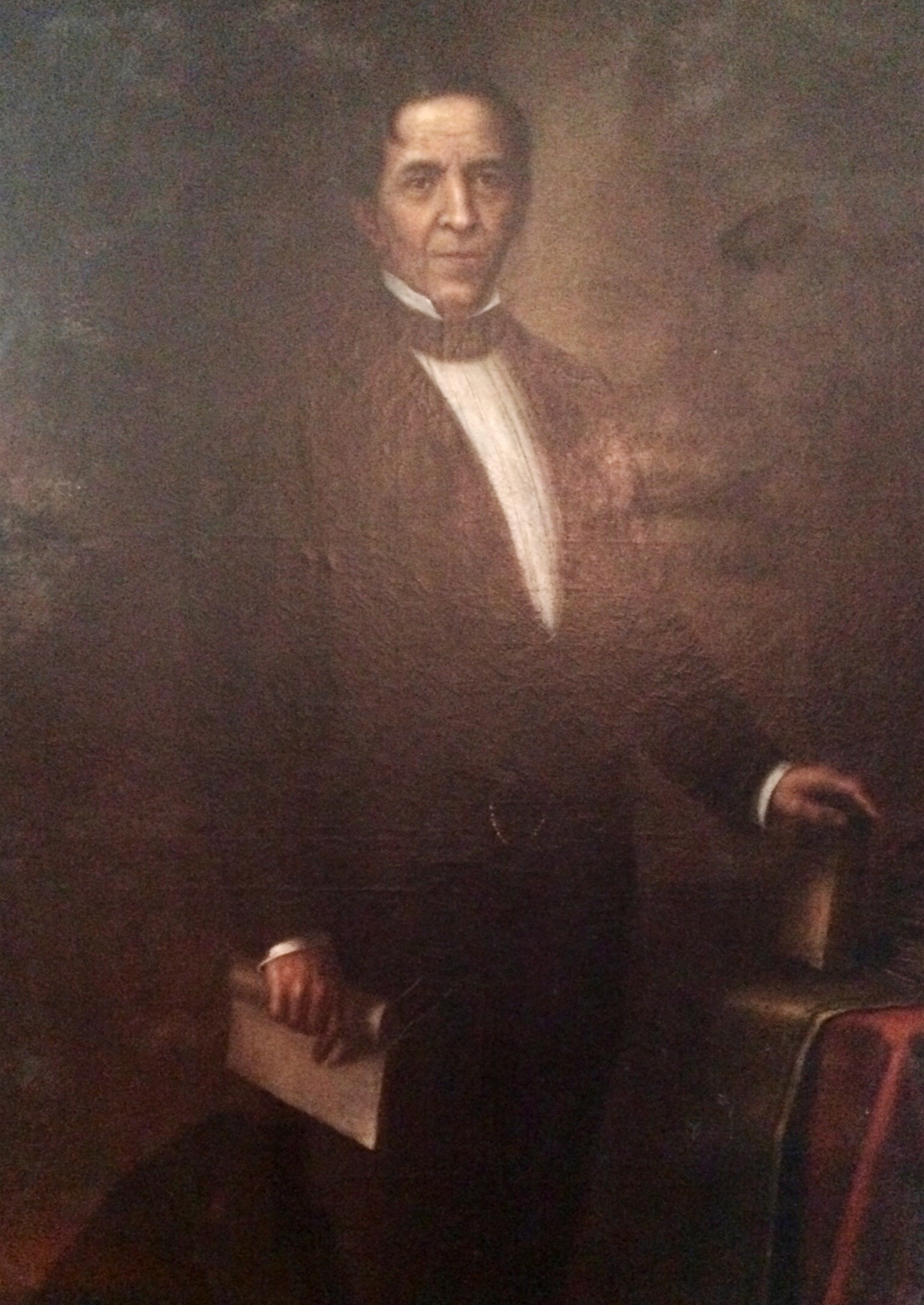
Doctor Mariano Gálvez durante su época de Jefe del Estado de Guatemala
Museo Nacional de Historia de Guatemala

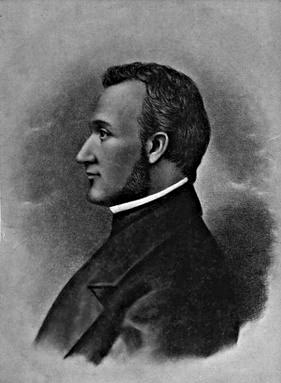
General Francisco Morazán, Presidente de la Federación Centroamericana en 1838.

En febrero de 1837 se produjeron en Centro América una serie de acontecimientos dramáticos, los cuales encendieron una revolución la cual culminó con el fin de la Federación. Una epidemia de cólera azotó el estado de Guatemala dejando aproximadamente mil muertos y tres mil infectados con la bacteria. La epidemia golpeó especialmente a los pobres y a los indígenas en las tierras altas del estado y se propagó de forma rápida. El gobierno de Gálvez, con la esperanza de aliviar la situación, envió a los médicos disponibles, enfermeras, y estudiantes de medicina y los remedios para su distribución; pero estas medidas fueron de poca ayuda, porque los indígenas continuaban muriendo y no confiaban en las medicinas del Gobierno.
En el momento en que apareció el cólera, los indígenas del distrito de Mita, influenciados por sus sacerdotes, se encontraban furiosos por el sistema de juicio por jurado —incomprensible para ellos—, que el jefe Gálvez había introducido pues los obligaba a comparecer a juzgados alejados de sus casas sin paga alguna. La iglesia vio todo esto como una oportunidad de asestarle un golpe al gobierno liberal de Gálvez; los sacerdotes locales difundieron el rumor de que el gobierno había envenenado los ríos y arroyos con el propósito de aniquilar a la población indígena. Además, mostraban a los nativos una reciente concesión de territorio en Verapaz que se había hecho a Michael Bennett, quien era el representante del presidente federal Francisco Morazán en los negocios de caoba que este tenía. En junio, Santa Rosa de Mita se levantó en armas y desde el pueblo de Mataquescuintla surgió un nuevo caudillo de nombre Rafael Carrera y Turcios. El joven Carrera no era analfabeto, como quisieron desacreditarlo los liberales —pues incluso tenía buena caligrafía—, sino un hombre muy religioso, que agrupó tropas en estas montañas, por lo cual estas batallas son llamadas la Rebelión de la Montaña.
La lucha había tomado tintes de guerra santa, pues eran los párrocos del clero secular quienes arengaban a los campesinos a defender los derechos de la santa religión y a combatir a los ateos liberales; el propio Carrera había sido educado por el párroco de Mataquescuintla quien lo había instruido en la religión católica en los vejámenes que ésta sufría bajo el poder de los liberales. Otro factor que influyó en la revuelta fueron las concesiones que dio el gobierno liberal de Francisco Morazán a los ingleses —a quienes llamaban «herejes» por su condición de protestantes—; en Guatemala se les había dado Belice y la Hacienda San Jerónimo en Salamá —la cual era la propiedad más cara y rentable que los liberales habían decomisado a los dominicos en 1829—; el contrabando de artículos ingleses provenientes de Belice había empobrecido a los artesanos guatemaltecos, quienes se unieron a la revuelta de Carrera.
Para contrarrestar los violentos ataques de la guerrilla campesina, Gálvez aprobó y luego alabó el uso de la política de tierra arrasada en contra de los pueblos alzados; esto motivó que varios de sus partidarios le aconsejaran que desistiera de esa táctica pues solamente contribuiría a incrementar la revuelta.  A principios de 1838, José Francisco Barrundia y Cepeda, jefe liberal de Guatemala y decepcionado de la gestión de Gálvez por sus atrocidades, gestionó para llevar a la Ciudad de Guatemala a Carrera, para combatir al jefe de Estado. Para ese año, la situación en Guatemala era insostenible: la economía se encontraba paralizada por la poca seguridad de los caminos y se llegó al punto en que los liberales negociaban con Carrera para poner fin a este enfrentamiento aunque era inevitable. Gálvez sale del ejercicio del poder el 31 de enero de 1838 ante el «Ejército de los Pueblos» al mando de Rafael Carrera que inició la penetración en la ciudad de Guatemala con un ejército de entre diez mil a doce mil hombres, luego del acuerdo a que llegó Carrera con el también liberal José Francisco Barrundia y Cepeda.
Las tropas victoriosas de Carrera, al grito de «¡viva la religión!» y «¡fuera los herejes extranjeros!» y constituidas principalmente por campesinos pobremente armados, tomaron la Ciudad de Guatemala y se dedicaron al pillaje y a destruir los edificios del gobierno liberal, y no se calmaron sino hasta que el decano de la Catedral, Antonio de Larrazábal y Arrivillaga, fue obligado por Carrera a abrir las puertas de la Catedral de la ciudad, que habían permanecido cerradas desde 1829.
El 2 de marzo de 1838 fue aceptada por unanimidad en la Asamblea la ausencia del poder del doctor Gálvez, y se iniciaría un período de incertidumbre en el Estado de Guatemala, del que el gran beneficiado sería Rafael Carrera.  Para cuando Morazán arribó a la Ciudad de Guatemala, Gálvez ya había abandonado la jefatura del Estado y el grupo en el poder le otorgó plenos poderes para enfrentar a Rafael Carrera, asimismo le ofrecieron la presidencia vitalicia, pero Morazán rechazó esta oferta, porque ello estaba en contra de sus principios liberales. Ahora bien, Gálvez no había renunciado, y se mantuvo en su casa de la ciudad de Guatemala, desde donde veía cómo todos sus esfuerzo se iban derrumbando. Legalmente él era el jefe de Estado, y Valenzuela sólo era presidente interino en su ausencia. Cuando la situación estaba fuera de control para los liberales, Gálvez finalmente renunció.

### Exilio en México
Tras la abrupta toma de la capital por las huestes de Carrera, Gálvez decide salir de la ciudad y se dirige a Quetzaltenango. En la ciudad altense no fue bienvenido y tuvo que continuar la marcha; terminó en México, en donde se radicó definitivamente.
Su vida en México fue espléndida: ejerció la abogacía y sus honorarios fueron considerables; incluso llevó un caso para la legación inglesa, que le valió reconocimientos de Su Majestad Británica. Se sintió tan bien recibido en México que terminó llevando a su familia a ese país y nunca más regresó a Guatemala.

### Muerte
Murió tranquilamente en la ciudad de Ciudad de México el 29 de marzo de 1862 tras una vida espléndida en ese país y fue enterrado en el Cementerio de San Fernando. Antes de morir, Gálvez repitió la famosa frase de Escipión el Africano: «Patria ingrata: no poseerás mis restos». No obstante, en 1920 el Gobierno de Carlos Herrera gestionó la repatriación de sus restos, que descansan en la Antigua Escuela de la Facultad de Derecho de la Universidad de San Carlos en la zona 1 de la Ciudad de Guatemala.
He aquí el decreto legislativo 1307 de 1920 que autoriza a la repatriación de los restos de Gálvez:
| DECRETO No. 1307 La Asamblea Legislativa de la República de Guatemala, CONSIDERANDO: Que es un deber de los pueblos cultos demostrar su gratitud hacia los insignes ciudadanos que se distinguieron por sus servicios a la Patria, estimulando con su ejemplo a las futuras generaciones; y estando entre las facultades constitucionales del Poder Legislativo decretar honores con tal motivo, POR TANTO; DECRETA: Artículo 1o. - Se autoriza al Poder Ejecutivo para que haga los arreglos necesarios con el Gobierno de México y con la familia del ilustre Doctor Mariano Gálvez, a fin de trasladar a esta capital los restos de tan preclaro ciudadano. Artículo 2o. - En el lugar que se designe se erigirá en esta ciudad un monumento digno de transmitir a la posteridad la grata memoria de aquel esclarecido patriota; autorizándose al efecto los gastos que sean necesarios. Pase al Ejecutivo para su publicación y cumplimiento. Arturo Ubico Presidente de la Asamblea Publíquese y cúmplase, Carlos Herrera Presidente de la República —El Guatemalteco, Diario Oficial de Guatemala - América Central. 20 de mayo de 1920 |

| Predecesor: Francisco Xavier Flores | Gobernador del Estado de Guatemala 1831-1838 | Sucesor: Pedro José Valenzuela |

## Información adicional
- Fue amigo personal de la escritora y poetisa María Josefa García Granados.
- Durante los gobiernos liberales de 1871 a 1944 en Guatemala, la Escuela Facultativa de Derecho y Notariado de la Universidad Nacional[Nota 4] otorgaba el premio Mariano Gálvez a la mejor tesis doctoral.
- El 19 de junio de 2005 recibió el máximo reconocimiento, al ser nombrada en su honor, una estación de la línea 1 del transporte colectivo metrobus de la Ciudad de México como "Doctor Gálvez".

### Citas
1. ↑  «Dr. José Mariano Gálvez – MUSAC». Consultado el 4 de abril de 2021.
2. 1 2  Hernández de León, 1930.
3. 1 2  Martínez Peláez, 1990.
4. 1 2  Martínez Peláez, 1990, p. 842.
5. 1 2  Hernández de León, 1959, p. 30 de agosto.
6. ↑  Museo Nacional de Historia de Guatemala Archivado el 23 de enero de 2015 en Wayback Machine., Ciudad de Guatemala, 2014.
7. ↑  Hernández de León, 1959, p. 27 de febrero.
8. ↑  Gómez Carrillo, 1900, p. 90.
9. ↑  Peloso y Tenenbaum, 1996.
10. ↑  Reyes, 1885, p. 283-287.
11. ↑  Williams, 1920.
12. ↑  Woodward, 1993.
13. ↑  González Davison, 2008, p. 42.
14. ↑  González Davison, 2008, p. 52.
15. ↑  González Davison, 2008, p. 51.
16. ↑  González Davison, 2008, p. 54.
17. ↑  El Guatemalteco, 1920, p. 3.